# رابرت دال
رابرت آلن دال (انگلیسی: Robert Alan Dahl زاده ۱۷ دسامبر ۱۹۱۵، آیوا، فوت ۵ فوریه ۲۰۱۴، همدن) تئورسین سیاسی و استاد بازنشسته علوم سیاسی در دانشگاه ییل، دارای دکترای علوم سیاسی از این دانشگاه در سال ۱۹۴۰ است. دال رئیس پیشین انجمن علوم سیاسی آمریکا است.
وی همچنین دارای دکترای افتخاری از دانشگاه هاروارد در سال ۱۹۹۸ بوده و جوایز معتبری در علوم سیاسی کسب کرده‌است.
وی ۲۱ کتاب پیرامون فرضیه‌ها و اصول دموکراسی، مسایل ایجاد دموکراسی و چگونگی مشارکت و تمرین آن تألیف کرده‌است که حاصل این تحقیقات و تألیفات این است که دموکراسی که آرزوی بشر بوده‌است هنوز از صورت ایده‌آل خارج نشده و آرزویی مشابه ایجاد مدینه فاضله است.

## زندگی‌نامه
رابرت دال در تاریخ ۱۷ فوریه ۱۹۱۵ در اینوود متولد شد. در سال ۱۹۳۶ از دانشگاه واشینگتن فارغ‌التحصیل شد و مدرک دکترای خود را از دانشگاه ییل در سال ۱۹۴۰ دریافت کرد. در جنگ جهانی دوم با درجه ستوانی در جنگ خدمت و مدال برنز دریافت کرد. وی در سال ۱۹۴۶ به دانشکده ییل پیوست.
دال نقش مهمی در تولد رشته علوم سیاسی ایفا کرد. وی یکی از پیشگامان استفاده از «تکنیک‌های تجربی در مطالعات علوم سیاسی» محسوب می‌شد. او که استاد ممتاز علوم سیاسی دانشگاه ییل بود کتاب‌های متعددی را در زمینه دموکراسی، سیاست خارجی، کنگرهای ایالات متحده، رفاه، قانون اساسی ایالات متحده و موضوعات و عناوین بسیار دیگر قلم زد. براساس رده‌بندی بخش ادبی مجله تایمز، کتاب چه کسی حکومت می‌کند؟ وی که قهرمانانه از دموکراسی در نظریه دفاع می‌کند و در مقابل، آن را در عمل به چالش می‌کشد، در بین ۱۰۰ کتاب برتر و اثرگذار پس ازجنگ جهانی دوم قرار دارد.
علاوه برآن، دال برای نخستین بار یک واژه جدید به نام «پلی آرشی» (در فارسی به چندسالاری ترجمه شده‌است) را برای دموکراسی مدرن و غیرمتمرکز به کار برد. یکی از برجسته‌ترین کارهای دال «عمومی کردن» علم سیاست بود. در سال ۱۹۸۵، وزارت امورخارجه آمریکا وی را «پیشکسوت اندیشمندان علوم سیاسی آمریکا» نامید. وی در طول سال‌های عمر خود مفتخر به کسب جوایز متعددی شد. دال ریاست پیشین انجمن علوم سیاسی آمریکا را بر عهده داشت. علاوه برآن، عضو آکادمی ملی علوم، انجمن فلسفه آمریکا و آکادمی هنرها و علوم آمریکا بود.
دال دو بار ازدواج کرد و حاصل این ازدواج‌ها ۶ فرزند بود.
رابرت دال ضمن تدریس در ییل، از ۱۹۵۳ تا ۲۰۰۶، بیست و یک کتاب پیرامون فرضیه‌ها و اصول دموکراسی، مسایل ایجاد دموکراسی و چگونگی مشارکت و تمرین آن تألیف کرده‌است. حاصل این تحقیقات و تألیفات این است که دموکراسی که آرزوی بشر بوده‌ است هنوز از صورت ایده‌آل خارج نشده و آرزویی مشابه ایجاد مدینه فاضله است.
وی بیشتر مسایل دموکراسی را در «نامزدشدن» اشخاص برای انتخابات و تبلیغات این نامزدها می‌داند و اینکه اکثر نامزدهای انتخابات با هدف جاه‌طلبی و کسب منافع فردی نامزد انتخابات می‌شوند و کمتر انگیزه خدمت، پیشبرد، ارتقا و رفاه ملت را در سر می‌پرورانند. دال ابزار تازه نفوذ را «میدیاکراسی» یا مداخله رسانه‌ها در انتخابات و هدایت از «پیش سازمان یافته» مسیر آن برای رسیدن به برخی هدف‌ها و تأمین منافع شماری خاص می‌داند. وی میدیاکراسی (تعیین مقامات انتخابی از طریق جو ّسازی رسانه‌ها و شستشوی مغزی رأی‌دهندگان معمولی با تمرکز بر اخبار و مطالب خاص و …) را نوعی تخریب و انحراف دمکراسی از اصالت خوانده و اشاره کرده‌ است که در اصل قرار بود رسانه‌ها ستون نگهدارنده ساختمان دمکراسی، هادی و پاسدار اصالت آن باشند. وی «میدیاکراسی» را بدتر از تعیین مقام انتخابی به خواست پادشاه می‌داند که در سابق در پاره‌ای از کشورها مرسوم بود.
دال می‌گوید از آنجا که شرایط انتخاب شونده، راهنمایی انتخاب‌کننده و چگونگی انتخابات توسط همان مقامات انتخابی باید تدوین و تصویب شود و آنان منافع خود را می‌جویند مسایل و مشکلات دموکراسی همچنان باقی‌مانده و پیچیده‌تر می‌شوند و انتخاب‌کنندگان، مأیوس و بی‌اعتنا و حضورشان پای صندوق‌ها صرفاً برای خالی نبودن عریضه یا تحت تأثیر تبلیغات خواهد بود و بعد هم از کار خود (رأی دادن) پشیمان می‌شوند.
دال که انتخابات را در بیشتر کشورها مورد پژوهش قرار داده‌است، راه‌های مقدماتی حل مسئله را تأمین تبلیغ برابر برای همه نامزدها، منع قانونی جلب آرا از طریق دروغ گفتن و دادن وعده به صورت رشوه، ایجاد «کمیته‌های خودجوش نامزدیاب» مرکب از دلسوزان و آگاهان جامعه و تشویق افراد خدمت‌گزار به نامزدشدن، روشن ساختن مردم از اهمیت مقام انتخابی و آموزش دموکراسی در تالارها و شبکه‌های تلویزیونی ذکر کرده‌ است. وی می‌گوید وضعیت باید به گونه‌ای باشد که اعضای جامعه از ته قلب، انتخابات را از ملزومات زندگی بدانند. باید وسایلی فراهم آید تا انتخاب‌کنندگان بتوانند دربارهٔ نامزدها از قبل درست قضاوت کنند و بهترین و مناسب‌ترین نامزد را برگزینند، ریش و قیچی را به دست او بدهند و با اطمینان کامل به کار و زندگی خود بازگردند و بعداً هم احساس پشیمانی از انتخاب خود نکنند و این کار وقتی امکان‌پذیر خواهد بود که پیرامون نامزد اطلاعات کافی و درست داشته باشند.
دال در تألیفات خود نوشته‌ است که هر دولت باید «سیاست‌گذاری دمکراتیک» داشته باشد و دو اصل مهم این سیاست‌گذاری باید «تأمین فرصت برابر برای تبلیغ» و نیز «برقراری و تأمین تساوی سیاسی» میان مردم باشد. باید تبلیغات انتخاباتی نامزدها از کنترل اصحاب منافع، مبلغّان حرفه‌ای (مزدبگیر) و بنگاه‌های روابط عمومی خارج و فعالیت سازمان‌های جمع‌آوری پول برای تأمین هزینه تبلیغات یک نامزدخاص ممنوع (غیرقانونی) شود.
دال باافشاگری نسبت به نامزدها (که اصطلاحاً تبلیغ منفی نامیده می‌شود) در صورتی که منطقی، عادلانه و به دوراز جنجال باشد موافق است و آن رانوعی روشنگری می‌داند نه تخریب. مردم باید بدانند که یک نامزد در سابقه خود چه لغزش‌هایی داشته و چه نقاط ضعفی دارد و روانشناسی او چیست و نامزدی که مورد افشاگری قرار می‌گیرد نیز باید فرصت دفاع از خود را داشته باشد و ابزار لازم (رسانه‌ها و تالارهای سخنرانی) دراختیار او قرار گیرد.
دال که تدریس و تحقیق دربارهٔ دموکراسی را از سال ۱۹۴۶ آغازکرده بود می‌گفت که تا مسئله مشارکت در دموکراسی به‌طور کامل حل نشود، این مسئله همچنان به صورت فرضیه باقی خواهد ماند. وی در عین حال مخالف صدور الگوی دموکراسی از یک کشور به کشورهای دیگر بود. به اعتقاد وی، هر ملت بالغ طبق شرایط و فرهنگ ملی و روانشناسی تاریخی خود باید در چارچوب اصول دموکراسی، روش پیاده و اجرایی کردن آن را طرح‌ریزی کند. به عقیده دال، دموکراسی نمی‌تواند از تعدیل توزیع درآمد جدا باشد و از مردمی که همه حواسشان معطوف به تأمین حداقل معیشت است یا از مردمی که رسانه‌های عمومی مستقل (حرفه‌ای) در اختیار ندارند نمی‌توان انتظار مشارکت واقعی در دموکراسی را داشت. نامزدانتخابات هرچند شایسته، مردم‌دوست و مناسب، وقتی که وسیله تبلیغ در اختیار نداشته باشد و «انتخاب‌کنندگان» شخصیت او، اندیشه و کارهایش را نشناسند، شکست می‌خورد. دال می‌گفت «بوروکراسی و فساداداری» قاتل شماره یک دموکراسی است و همین فساد و پیچیدگی به حیات نظام‌های سوسیالیستی که واژه «دمکراتیک» را هم بر نام خود یدک می‌کشیدند پایان داد. جامعه‌ای می‌تواند خود را دمکراتیک بنامد که «فرهنگ دمکراسی» در آن عمومیت یافته و قسمتی از زندگی روزمره مردم شده باشد. به باور دال، یأس مردم از دموکراسی موجب می‌شود که آماده قبول دیکتاتوری شوند زیرا که اکثریت مردم ذاتاً خواهان ثبات و نظم هستند.
نظریه رابرت دال در باب قدرت نیز قابل تأمل است. وی قدرت را چهره‌ای مبتنی بر نگرشی کثرت‌گرا، ناظر بر اعمال قدرت و متمرکز بر رفتار انضمامی و قابل مشاهده، تعریف می‌کند. از دید رابرت دال قدرت را تنها بعد از بررسی دقیق مجموعه‌ای از تصمیمات محسوس و انضمامی می‌توان تحلیل کرد. وی با رویکردی رفتارگرایانه، قدرت را به معنی کنترل بر رفتارها تعریف می‌کند. به این معنا که «آ» بر «ب» تا جایی قدرت دارد که بتواند «ب» را به کاری وادار کند که در غیرآن صورت انجام نمی‌داد.
در کل، در قرن بیستم رابرت دال از جمله اندیشمندانی است که در گسترش مفهوم دموکراسی بسیار کوشیده‌است. او مدل لیبرال دموکراسی حاکم در غرب را به نام پولیآرشی نوع مطلوب حکومت دموکراتیک تلقی می‌کند. این نوع حکومت به نظر وی دو ویژگی عمده دارد: اول شهروندی گسترده‌ای که تمامی افراد بالغ را شامل می‌شود و دوم اینکه شهروندی حق انتخاب و عزل بالاترین مقام سیاسی را دربرگیرد.
او برای تحقق این نوع نظام سیاسی هشت نهاده و مؤلفه راضروری می‌شمارد:
۱- آزادی تشکیل و عضویت در انجمن‌ها ۲- آزادی بیان ۳- حق رأی گسترده ۴- حق انتخاب شدن برای مقامات ۵- حق مقامات حکومتی برای رقابت بر سر رأی وحمایت ۶- در دسترس بودن اطلاعات بدیل ۷- انتخابات آزاد و منصفانه ۸- وجود نهادهایی که ابتنای سیاست‌گذاری‌های دولت بر رأی و ترجیحات مردم را تضمین کند.

## درگذشت
رابرت دال، صاحب نظر برجسته علوم سیاسی و پشتیبان سرسخت نظریه دموکراسی، ۵ فوریه ۲۰۱۴ در ۹۸ سالگی درگذشت،

## تالیفات
تألیفات مهم پروفسور دال عبارتند از: «تعاریف و اصول دموکراسی»، «مقدمه‌ای بر فرضیه دموکراسی»، «چه کسی بایدحکومت کند؟»، «دموکراسی و انتقادهایی که به آن واردآمده‌است»، «دربارهٔ دمکراسی»، «چندسالاری: مشارکت مشارکت و مخالفت»، «سیاستگذاری دموکراسی»، «دموکراسی اقتصادی»، «دموکراسی کثرت‌گرا»، «برابری سیاسی» و «به سوی دمکراسی».

### آثار ترجمه شده به فارسی
- پلی آرشی، مشارکت و مخالفت، ترجمه علی کاکادزفولی، تهران، نگاه معاصر، 1401
- چندسالاری، مشارکت و مخالفت، مترجم: ابراهیم اسکافی، تهران، شیرازه کتاب ما، ۱۳۹۷
- دربارهٔ دموکراسی، مترجم: حسن فشارکی، تهران، نشروپژوهش شیرازه، ۱۳۸۹.